# کنزو تاکادا
کنزو تاکادا (高田 賢三 Takada Kenzō, زاده ۲۷ فوریهٔ ۱۹۳۹ در هیمه‌جی – درگذشته ۴ اکتبر ۲۰۲۰ در نویی-سور-سن) طراح مد فرانسوی-ژاپنی بود. او بنیان‌گذار برند جهانی کنزو بود که برای عطر، محصولات آرایشی و پوشاک شناخته می‌شود.

## زندگی
کنزو تاکادا در ۲۷ فوریه ۱۹۳۹ در هیمه‌جی، استان هیوگو، از پدر و مادری هتلدار، زاده شد. عشق او به مد در سنین پایین و به‌ویژه با خواندن مجله‌های خواهرانش شکل گرفت. وی مدت کوتاهی در دانشگاه مطالعات خارجی شهر کوبه حضور یافت، اما پس از درگذشت پدرش در نخستین سال تحصیل در دانشگاه تاکادا برخلاف خواست خانواده، از دانشگاه بیرون آمد. در سال ۱۹۵۸ او در کالج مد بونکا در توکیو ثبت نام کرد که در آن زمان درهای خود را به روی دانشجویان پسر باز کرده بود. تاکادا در زمان حضور خود در بونکا در سال ۱۹۶۱ برنده یک مسابقه طراحی مد نیز شد.
تاکادا از پاریس، به ویژه طراح مد ایو سن لوران بسیار الهام می‌گرفت. علاقه او به پاریس توسط آموزگار او در بونکا، که در L'École de la Chambre Syndicale de la Couture Parisienne تحصیل کرده بود بیشتر هم می‌شد. : 113  : 142  برای آماده‌سازی بازی‌های المپیک تابستانی ۱۹۶۴، دولت ژاپن در سال ۱۹۶۴ آپارتمان تاکادا را تخریب کرد و به وی مقداری غرامت پولی پرداخت. تاکادا با مشاوره مربی خود و با استفاده از پول جبران خسارت، در یک سفر یک‌ماهه با قایق به پاریس رفت و در این مسیر از شهرهای گوناگون مانند هنگ کنگ، سایگون، بمبئی، و مارسی دیدن کرد. وی سرانجام در ۱ ژانویه ۱۹۶۵ به ایستگاه قطار گار دو لیون رسید. نخستین برداشت تاکادا از پاریس این بود که «ناخوشایند و تاریک» است. اما هنگامی که از کنار کلیسای نوتردام رد شد شهری «باشکوه» را دید و با شهر حس نزدیکی پیدا کرد.

## زندگی شخصی و مرگ

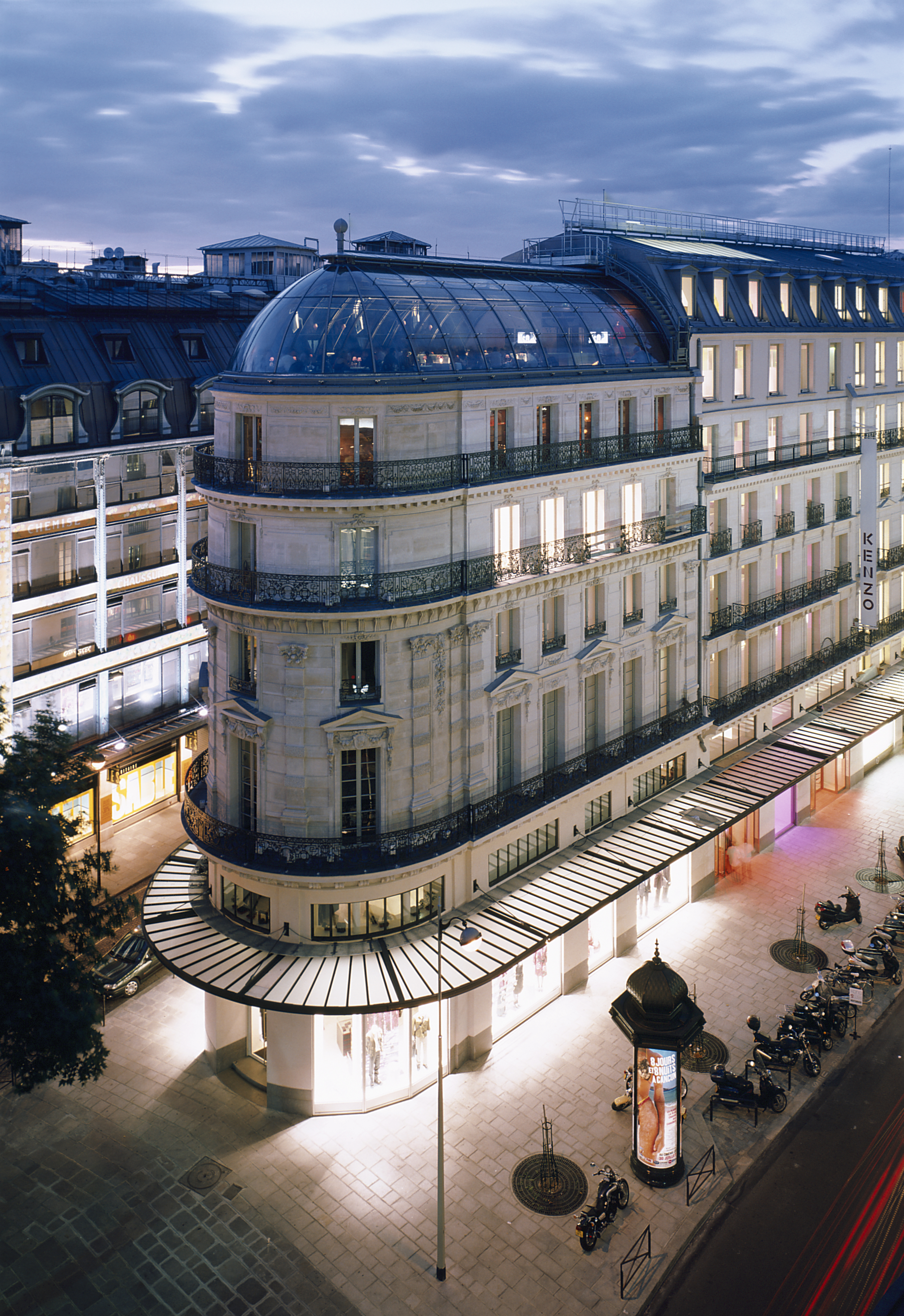
محل زندگی کنزو تاکادا

تاکادا با خاویر دو کاستلا که در سال ۱۹۹۰ بر اثر ایدز درگذشت در رابطه بود. دی کاستلا به طراحی خانه تاکادا به سبک ژاپنی به مساحت ۱۴٬۰۰۰ فوت مربع (۱٬۳۰۰ متر مربع) کمک کرد که ساخت آن در سال ۱۹۸۷ آغاز شد و در سال ۱۹۹۳ به پایان رسید.
تاکادا در ۴ اکتبر ۲۰۲۰ در ۸۱ سالگی بر اثر عوارض بیماری کروناویروس ۲۰۱۹ هنگام بستری شدن در بیمارستان آمریکایی پاریس در نویی-سور-سن در گذشت.

## جایزه‌ها
- فرانسه: نشان هنر و ادب، ۱۹۸۴
- ژاپن: مدال‌های افتخار / مدال با روبان بنفش، ۱۹۹۹[۱۷]